# Ordensburg Viljandi
Die Ordensburg Viljandi (estnisch Viljandi ordulinnus), auch: Ordensburg Fellin, war eine Festung des Deutschen Ordens in Estland. Sie liegt auf dem Gebiet der Stadt Viljandi.

## Geschichte

Rekonstruktionszeichnung
1 Kapelle
2 Verwaltungsgebäude
3 Turm „Der Lange Hermann“
4 Dansker (Toilettenanlage)
5 Residenz des Komturs, später Speicher
6 Getreidespeicher
7 Wohnräume der Geistlichen und Pferdestall
8 Speisesäle
9 Speicher
10 Pferdestall
11 Räume der Bediensteten

In den Kreuzzügen gegen die Lettgallen und Liven eroberte der Schwertbrüderorden 1211 das Gebiet um Fellin, darunter im Jahr 1223 die eisenzeitliche Wallburg, die der Herrenmeister Volkwin von Naumburg zu Winterstätten in der Folgezeit zu einer der mächtigsten Festungen Livlands  ausbauen ließ. Nach der Niederschlagung eines Aufstands der autochthonen Bevölkerung in einem erneuten Kreuzzug unter Bernhard II. zur Lippe konnte sich der Orden ab 1224 in der Region dauerhaft etablieren und den christlichen Glauben durchsetzen.  Die nördlich der Burg entstandene Siedlung erhielt 1283 das Hamburger Stadtrecht. Im 13. Jahrhundert war Fellin zeitweise Hauptort des vom Livländischen Orden kontrollierten Gebietes und Sitz des Landmeisters. In den folgenden Jahrhunderten wurde die Burg erweitert und stärker befestigt.
Das Konventhaus des Deutschen Ordens wurde im späten 13. und im frühen 14. Jahrhundert errichtet.
In der Neuzeit war Fellin wiederholt schweren Angriffen und Verwüstungen ausgesetzt. Im  Livländischen Krieg wurde die Burg 1560 bei der Belagerung von Truppen des russischen Zaren Iwans IV. erobert. Dem ehemaligen Landmeister Fürstenberg gelang es zwar zwei Wochen lang, Fellin zu verteidigen, ehe Meuterei und Verrat der Söldner die Aufgabe erzwangen. Dieses Ereignis leitete das Ende des Deutschen Ordens in Livland ein.
1582 traten sie die Anlage an die Polen ab. 1600 und 1608 eroberte Schweden die Burg Fellin. 1624 verpfändete sie König Gustav Adolph an den Grafen Jacob de la Gardie. Im Schwedisch-Polnischen Kriegen im frühen 17. Jahrhundert wurde die Burg zerstört. Im 18. Jahrhundert verwendeten die Bewohner von Viljandi die Steine der Überreste für den Ausbau der Stadt.
1878 und 1879 erfolgten erste Ausgrabungen unter der Leitung des Felliner Gymnasiallehrers Theodor Schiemann, die zu einer Rekonstruktion der Ordensburg führten. Gegenwärtig finden auf dem Gelände Open-Air-Festivals statt.